# Neal Shusterman
Neal Shusterman (Brooklyn, 12 novembre 1962) è uno scrittore e sceneggiatore statunitense.

## Biografia
Nato nel 1962 a Brooklyn da Milton e Charlotte Shusterman, vive e lavora in California.
Ha studiato all'American School Foundation di Città del Messico prima di ottenere un B.A. all'Università della California, Irvine nel 1985.
Autore molto prolifico, a partire dall'esordio nel 1989 con il romanzo Dissidents, ha pubblicato più di 50 opere principalmente dedicate a ragazzi, spaziando dall'horror, al giallo e alla fantascienza.
Attivo anche come sceneggiatore per il cinema e la televisione, nel 2015 ha ricevuto il National Book Award per la letteratura per ragazzi per il romanzo Il viaggio di Caden.

## Vita privata
Sposatosi il 31 gennaio 1987 con l'insegnante e fotografa Elaine Jones, la coppia ha 4 figli: Brendan, Jarrod, Joelle e Erin.

## Opere

### Trilogia Accelerati (con Eric Elfman)
- Tesla's Attic (2014)
- Edison's Alley (2015)
- Hawking's Hallway (2017)

### Serie Antsy Bonano
- Calvin l'invisibile (The Schwa Was Here, 2004), Milano, Piemme Junior, 2010 traduzione di Angela Ragusa ISBN 978-88-384-8965-5.
- Antsy Does Time (2008)
- Ship Out of Luck (2013)

### Serie Scythe
- Falce (Scythe, 2016), Milano, Mondadori, 2020 ISBN 9788804722915.
- Thunderhead (2018), Milano, Mondadori, 2020
- Il Rintocco (The Toll) (2019), Milano, Mondadori, 2021

### Serie Dark Fusion
- Dread Locks (2005)
- Red Rider's Hood (2005)
- Duckling Ugly (2006)

### Serie Shadow Club
- The Shadow Club (2002)
- The Shadow Club Rising (2003)

### Trilogia Skinjacker
- Everlost (2006), Milano, Piemme freeway, 2009 traduzione di Angela Ragusa ISBN 978-88-566-0014-8.
- Everwild (2009), Milano, Piemme freeway, 2012 traduzione di Elena Orlandi ISBN 978-88-566-2492-2.
- Everfound (2011)

### Serie Star Shards
- Scorpion Shards (1995)
- Thief of Souls (1999)
- Shattered Sky (2002)

### Serie Unwind
- Unwind: la divisione (Unwind, 2007), Milano, Piemme freeway, 2010 traduzione di Paolo Antonio Livorati ISBN 978-88-566-0220-3.
- UnWholly (2012)
- UnStrung (2012)
- UnSouled (2013)
- UnDivided (2014)
- UnBound (2015)

### Universo X-Files (scritti come Easton Royce)
- Voltage (1996)
- Bad Sign (1997)
- Dark Matter (1999)

### Altri romanzi
- Dissidents (1989)
- Speeding Bullet (1991)
- What Daddy Did (1991)
- Il ragazzo che diventò (quasi) padrone del mondo (The Eyes of Kid Midas, 1992), Casale Monferrato, Piemme Junior, 2005 traduzione di Giancarlo Carlotti ISBN 88-384-7260-2.
- The Aliens Approach (firmato Easton Royce) (1996)
- Mutiny (firmato Easton Royce) (1996)
- Gli alieni sono tra noi (The Dark Side of Nowhere, 1997), Casale Monferrato, Piemme Junior, 2002 traduzione di Giancarlo Carlotti ISBN 978-88-384-3662-8.
- Il popolo degli Oscuri (Downsiders, 1999), Casale Monferrato, Piemme Junior, 2001 traduzione di Giancarlo Carlotti ISBN 88-384-6062-0.
- Full Tilt (2003)
- Bruiser (2010)
- Il viaggio di Caden (Challenger Deep, 2015), Milano, Hotspot, 2017 traduzione di Mara Pace ISBN 978-88-6966-163-1.
- Dry (con Jarrod Shusterman) (2018), Milano, Il castoro, 2019 traduzione di Mara Pace ISBN 978-88-6966-506-6.

### Libri illustrati
- Piggyback Ninja (1994)

### Raccolte di racconti
- Darkness Creeping: Tales to Trouble Your Sleep (1993)
- Darkness Creeping II: More Tales to Trouble Your Sleep (1995)
- Mindquakes: Stories to Shatter Your Brain (1996)
- Mindstorms: Stories to Blow Your Mind (1996)
- Mindtwisters: Stories To Shred Your Head (1997)
- Mindbenders: Stories to Warp Your Brain (2000)
- Darkness Creeping: Twenty Twisted Tales (2007)
- Resurrection Bay (2013)

### Libri game
- How to Host a Murder: Roman Ruins (1997)
- How to Host a Murder: The Grapes of Frath (1997)
- How to Host a Teen Mystery: Hot Times at Hollywood High (1997)
- How to Host a Murder: The Good, the Bad, and the Guilty (1998)
- How to Host a Murder: Tragical Mystery Tour (1999)
- How to Host a Teen Mystery: Barbecue with the Vampire (1999)
- How to Host a Murder: Saturday Night Cleaver (2000)
- How to Host a Murder: Maiming of the Shrew (2001)
- How to Host a Teen Mystery: Roswell That Ends Well (2002)
- How to Host a Murder: An Affair to Dismember (2003)

### Saggi
- Guy Talk (1987)
- It's Ok to Say No to Cigarettes and Alcohol (1988)
- Neon Angel: The Cherie Currie Story (con Cherie Currie) (1989)
- Kid Heroes: True Stories of Rescuers, Survivors, and Achievers (1991)

### Poesia
- Shadows of Doubt (1993)

## Filmografia parziale

### Cinema
- Double Dragon, regia di James Yukich (1994) (soggetto)

### Televisione
- Animorphs – serie TV, 6 episodi (1998)
- Pixel Perfect - Star ad alta definizione (Pixel Perfect), regia di Mark A.Z. Dippé (2004) (soggetto e sceneggiatura)

## Premi e riconoscimenti
- Boston Globe–Horn Book Award: 2005 vincitore con Calvin l'invisibile
- California Young Reader Medal: 2008 vincitore con Calvin l'invisibile
- National Book Award per la letteratura per ragazzi: 2015 vincitore con Il viaggio di Caden